# Anna von Krane
Anna von Krane (Darmstadt, születési nevén Anna Antonie Amalinde Freiin von Krane, 1853. január 26. — Düsseldorf, 1937. január 3.) bárónő, német regényírónő. Felmenői között voltak vesztfáliai nemesek és emigráns hugenották is. Fiatal korában tért át a katolikus vallásra. Íróként Düsseldorfban élt. Művei vallási témájú regények, novellák, mesék, drámák és legendák. Vallásos tárgyú regényei, melyek közül nem egynek maga Jézus a főhőse, erős történeti érzékről tanúskodnak.

## Főbb művei
- Märchen ('Mesék', 1890)
- Von der Palette (1894)
- Sybille (regény, 1900)
- Vom Menschensohn (1907)
- Magna Peccatrix (1908)
- Das Licht und die Finsternis ('Fény és sötétség', legendák, 1910)
- Wie der König erschrak (1911)
- ... es ging ein Seemann aus zu eben (1911)
- Das Osterlamm ('A húsvéti bárány', elbeszélés, 1930)

### Magyarul megjelent
- Az ember fiáról (Krisztus-elbeszélések, Hodács Ágoston, 1911)[2]
- A jó Isten hegedőse (elbeszélés, Velősy E., 1926)
- Magna Peccatrix, Bűnbánó Magdolna legendája (regény, Ijjas Antal, 1934)
- A názáreti. Legendák Krisztus urunkról (Ijjas Antal, Korda R.T., 1934)
- A véres csillag (regény, Ijjas Antal, 1935)